# Pedro Novaes (cineasta)
Pedro da Costa Novaes (Rio de Janeiro, 7 de junho de 1974) é um diretor, roteirista, geógrafo e cientista ambiental brasileiro. Formado em Geografia pela Universidade Federal de Goiás, obteve um mestrado em Ciência Ambiental pela Universidade de São Paulo. Ocupou cargos na gestão ambiental em Goiás, como chefe de gabinete da Agência Ambiental de Goiás e Superintendente Executivo da Secretaria de Meio Ambiente e Recursos Hídricos do Estado de Goiás. Na produção audiovisual, vários de seus documentários têm temática ambiental ou indígena, como Quando a Ecologia Chegou (2006), Cartas do Kuluene (2011) e Me Kukrodjo Tum: o Conhecimento dos Antigos (2020). Dirigiu e roteirizou também filmes de ficção, como o curta-metragem A Militante (2017) e o longa-metragem Alaska (2019). Seus filmes foram exibidos em festivais brasileiros e internacionais como a Mostra Internacional de Cinema de São Paulo, a Mostra Internacional de Cinema de Belo Horizonte, o Forum Doc BH e o Festival Internacional de Cinema de Santiago del Estero. Pedro é também, desde 2021, diretor de programação do Festival Internacional de Cinema e Vídeo Ambiental.

## Filmografia
| Ano  | Título                                      | Créditos                                    | Nota             |
| ---- | ------------------------------------------- | ------------------------------------------- | ---------------- |
| 2006 | Quando a Ecologia Chegou                    | Diretor e Roteirista                        | Média-Metragem   |
| 2007 | Xingu, A Terra Ameaçada                     | Assistente de Direção e Diretor de Produção | Série Documental |
| 2011 | Cartas do Kuluene                           | Diretor e Roteirista                        | Longa-Metragem   |
| 2014 | Nostalgia                                   | Diretor e Roteirista                        | Curta-Metragem   |
| 2017 | A Militante                                 | Diretor e Roteirista                        | Curta-Metragem   |
| 2019 | Alaska                                      | Diretor e Roteirista                        | Longa-Metragem   |
| 2019 | Doçaria Brasileira                          | Diretor Geral e Roteirista                  | Série Documental |
| 2020 | Me Kukrodjo Tum: O Conhecimento dos Antigos | Diretor e Roteirista                        | Longa-Metragem   |

## Livros
- 8 Histórias de Amor - Reflexões sobre a Escrita Dramatúrgica (2022, Editora Dialética)
- O Jogo das Utopias Cruzadas - Participação Política, Natureza e Desenvolvimento (2022, Editora Dialética)